# Conselho para a Segurança Nacional
O Conselho para a Segurança Nacional (em tailandês:  คณะมนตรีความมั่นคงแห่งชาติ; RTGS: Khana Montri Khwam Man Khong Haeng Chat) ou CNS (em tailandês:  คมช.), anteriormente conhecido como Conselho para a Reforma Democrática (em tailandês:  คณะปฏิรูปการปกครองในระบอบประชาธิปไตยอันมีพระมหากษัตริย์ทรงเป็นประมุข; RTGS: Khana Patirup Kan Pok Khrong Nai Rabop Prachathipatai An Mi Phra Maha Kasat Song Pen Pramuk) ou CDR (em tailandês:  คปค.), foi a junta militar que governou a Tailândia depois de encenar um golpe de Estado contra o primeiro-ministro Thaksin Shinawatra.
O nome oficial de 19 a 28 de setembro passou por várias mudanças, sendo a designação oficial mais estável Conselho para a Reforma Democrática sob Monarquia Constitucional. No entanto, a 28 de setembro, o porta-voz do Conselho disse que a tradução em inglês de alguns meios de comunicação levou a uma confusão envolvendo o monarca, que queria evitar problema com a denominação de Conselho para a Reforma Democrática. Após a aprovação da constituição interina da Tailândia em 1 de outubro de 2006, foi estabelecido como Conselho para a Segurança Nacional.
Até 1 de outubro de 2007, o presidente do Conselho foi o líder golpista, Comandante Geral do Exército Real Tailandês, o general Sonthi Boonyaratglin, que renunciou em favor do Comandante-em-Chefe da Real Força Aérea da Tailândia, general Chalit Pukbhasuk. Sonthi Boonyaratglin também atuou como o primeiro-ministro e do gabinete até que o General Surayud Chulanont foi nomeado como novo primeiro-ministro.
Após as eleições gerais de 2007, o Conselho em sua estrutura, composição e funções cessou, tornando-se um órgão do Ministério da Defesa.